# 齐格蒙特三世·瓦萨
齐格蒙特三世·瓦萨（波蘭語：Zygmunt III Waza，1566年6月20日—1632年4月30日），在瑞典稱西吉斯蒙德（Sigismund），是波蘭立陶宛的波兰国王兼立陶宛大公（1587年－1632年）和瑞典國王，也是最後一位信奉天主教的瑞典君主（1592年－1599年）。在他45年的統治時期，波蘭-立陶宛聯邦是名副其實的東歐第二強國，仅次于奧斯曼帝國；波蘭的霸權穩固地建立在東北歐地區，是基督世界中，人口僅次於西班牙王國和法國的第三大國（人口將近一千一百萬）。
在現今的波蘭，齊格蒙特三世的評價仍有頗高的爭議。一方面在他堅持選王制度的統治下，波立聯邦在對外戰爭的成就當中，迎來國際地位、軍事與經濟影響力的頂峰期，是「波蘭黃金時代」的最後光輝；但另一方面是，他受耶穌會鼓動，把天主教激進的反宗教改革潮流引入聯邦，使得原本寬容合作的教派與貴族出現裂痕，並且浮現出導致後來聯邦衰落瓦解的預兆。現今波蘭通俗的歷史書籍，常常把聯邦衰落的源頭歸咎於他，但學術性的歷史學者卻認為這並非他的過錯，也不是他所能掌控，而較多是植基於聯邦體制原本分權傾向的巨大弱點（波蘭特有的貴族民主制）。
但是，齊格蒙特三世應該為後來的聯邦衰落負上多少責任，仍是一個高度爭議的話題，譬如他好大喜功、四處征戰的風格，有的學者就認為是缺乏目標、濫用國力的行為；因為四處征戰就是四面樹敵，雖然因此獲取不少俄國、瑞典的土地，顯著提升了波蘭的國際地位；但未來俄、瑞的國力復甦崛起後，不久就成為波蘭軍事上的夢靨。

## 生平
1566年6月20日，在瑞典格利普霍姆堡出生。父親為瑞典国王约翰三世，母親為卡塔齊娜·雅蓋隆卡，波蘭國王齊格蒙特一世的女兒。在母親血統的影響下，他於1587年被波蘭貴族議會（瑟姆）的多數派選為波蘭立陶宛聯邦的新任國王，並在大貴族揚·扎莫厄斯基（時任立陶宛首相蓋特曼）的支持下，派兵攻擊另一位王位競選者——哈布斯堡王朝大公馬克西米連三世。當1588年馬克西米連與支持他的波蘭權貴，試圖攻佔當時的波蘭首都克拉科夫時，揚·扎莫厄斯基領軍在貝奇納戰役中大敗馬克西米連並將其俘虜，使其放棄對王位的要求。
1592年11月17日，当父亲约翰三世死后，信仰天主教的齐格蒙特三世獲得瑞典议会支持，即將继承新教瑞典的王位，亦代表波蘭-立陶宛-瑞典的共主聯盟可能會即將出現。

## 失去瑞典王位
雖然齊格蒙特三世在瑞典即位之前，就已發誓會保持瑞典的新教信仰，但他的叔叔卡爾九世先是悄悄地巩固自己的新教領導地位。當时机成熟后，1593年在齐格蒙特三世回到瑞典加冕之前，於烏普薩拉教堂召集一个國會大典。从新教国家邀请来4位大主教和300名教士，一致協議要驅逐非路德派的宗教人士，而且只有路德派信徒才能擔任瑞典公職，並任命卡爾九世為瑞典攝政，作為齊格蒙特三世在瑞典正式加冕的交換條件。
齊格蒙特三世在九月回到瑞典後，經過五個月的協調妥協，終於答應上述條件，在1594年2月，於烏普薩拉大教堂继位為瑞典國王。但他宣布自己是在脅迫情況下接受條件，所作承諾不能算數，因此他派遣五位省長去保護天主教徒，自己並在同年回到波蘭。結果攝政的卡爾九世帶領新教人士強制迫害天主教徒，使得卡爾和齊格蒙特三世正式決裂，激發出嚴重的宗教鬥爭。这也是瑞典的不幸，许多為天主教講話的人士被处以极刑，天主教聚会被禁止，瑞典的非天主教教士也被驱逐，这种情绪燃烧了很长时间。1598年，波蘭集资建立了一支舰队，護送齐格蒙特三世登陸瑞典，远征斯德哥爾摩和卡爾馬，1598年9月25日，位於林雪平發生的斯通耶布罗之役中，他被卡爾九世打败，这也是他最后一次和瑞典人在瑞典土地上的战斗，2000人在战争中阵亡。
1599年7月24日，齐格蒙特三世被瑞典议会废黜，卡爾九世以摄政的頭銜成為瑞典實際統治者（1604年加冕為國王）。在齐格蒙特三世返回波兰之后，这一地区遭到了严重的破坏。1600年3月19日，许多原支持齐格蒙特三世的贵族被卡爾九世下令斩首。这后来被称為「林雪平血案（Linköping Bloodbath）」。

## 對外戰爭

### 初勝瑞典（1600-1611）
失去瑞典王位之後，齐格蒙特三世在1600年宣布爱沙尼亚（原是瑞典領土）是联邦领土，這成為波兰与瑞典为争夺利沃尼亚所引发的战争的导火索。这场战争持续至1611年，波蘭因為在陸、海戰場的多次勝利，加上瑞典國王卡爾九世的貧弱無力，波蘭因此大致獲勝，保有大部分的愛沙尼亞。

### 蠶食俄國（1605-1619）

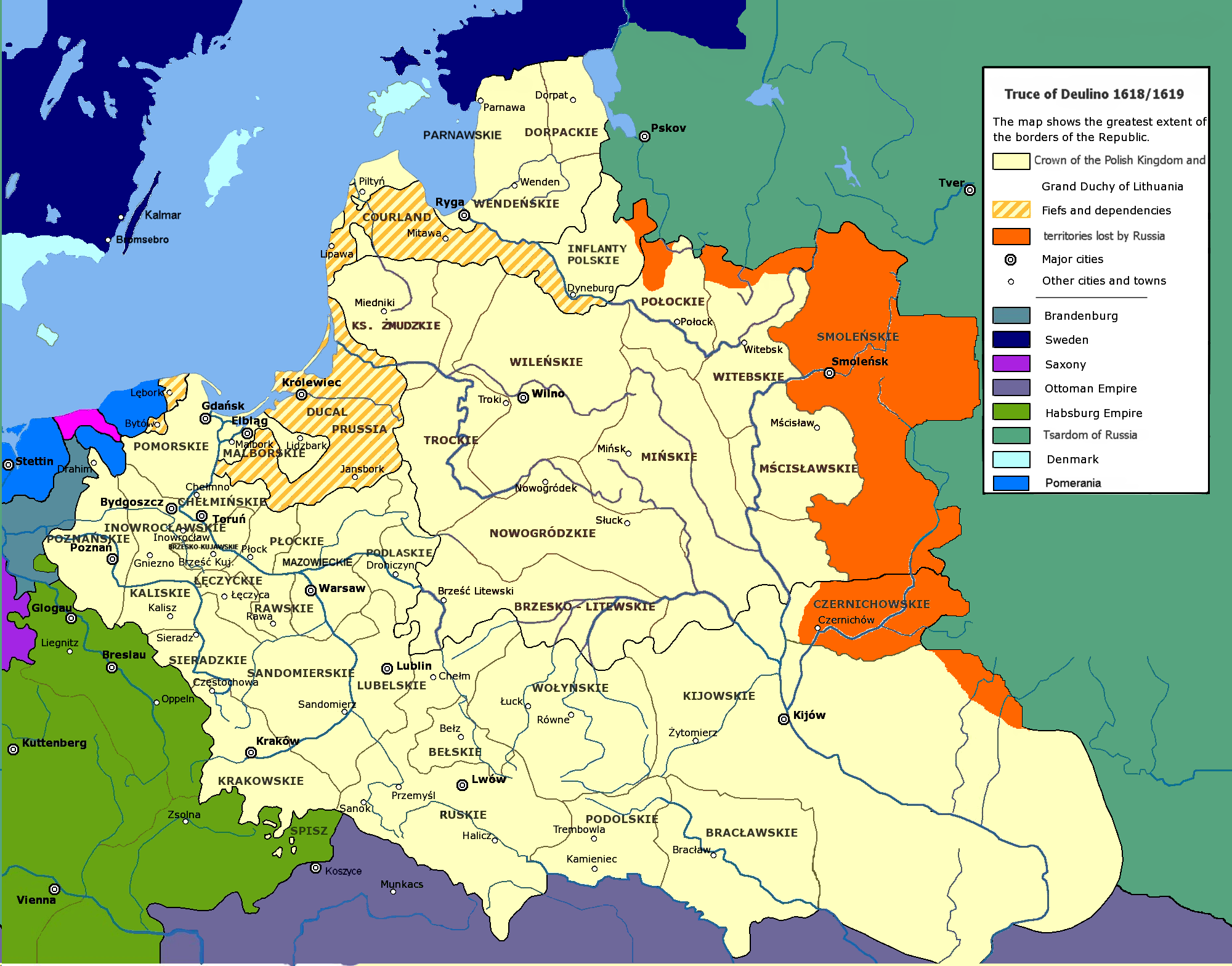
東北角的橘色領土是波莫戰爭後新增的國土

1600年，俄国进入政局动荡期，联邦提议与俄国缔结联盟。此举失败后，其他很多类似的尝试接踵而至，这些举动雖然獲得許多領土，但很多都因太過大胆而使得最終目標失敗（譬如扶立天主教的波蘭王室擔任俄國沙皇），其中包括军事入侵、外交行动和阴谋。因为俄波两个社会和帝国之间的差异太过巨大，难以弥合，波兰立陶宛联邦在1619年的杜里诺休战后便停止了取得沙皇之位的尝试。雖然聯邦达到其领土的最大面积，但军力也因大规模军事行动而被削弱。

### 抵禦土耳其（1620-1621）
1620年，原為鄂圖曼帝國的附庸國摩爾達維亞公國和波蘭結盟，挑起波蘭和土耳其对摩尔達維亞的宗主权爭奪戰，亦令鄂圖曼加入了三十年戰爭。齐格蒙特三世派軍隊進駐摩爾達維亞，使蘇丹奥斯曼二世宣布向联邦宣战。双方在摩爾達維亞境內開战，齐格蒙特三世的联邦軍在楚措拉战役中惨败，偉大的盖特曼（軍隊指揮官兼副王）斯坦尼斯瓦夫·若乌凯夫斯基战死；面对鄂圖曼-克里米亚汗国的侵略军，联邦形势非常危急。随后，波兰-立陶宛开始动员军队，盖特曼扬·卡罗尔·霍德凯维奇在霍滕战役（1621年）成功抵挡敌军的多次猛攻，而东南前线的局势也由此得到缓解。最終，鄂圖曼帝國因其兵力空虛，簽署霍騰條約，保持齊格蒙特二世時期（1548-1569年）的舊有邊界不變（聯邦和鄂圖曼軍隊之間的德涅斯特河邊界），這結果對波蘭有利，但摩尔達維亞的宗主权重新歸鄂圖曼統治，原親波蘭的摩尔達維亞大公被土耳其人處死。

### 波瑞大戰（1621-1629）
1621年，瑞典国王古斯塔夫二世·阿道夫袭击里加，重启波兰与瑞典间的战争，随后，瑞军占领利沃尼亚大部，控制波罗的海至普茨克一带，并封锁但泽。此时齐格蒙特三世疲于南方的波奧戰爭（1620-1621年）等戰事，因此直到1626年至1627年间，才有餘力发起反击。他利用盖特曼斯坦尼斯瓦夫·科涅茨波尔斯基優秀的军事才能与奥地利的援助，抵擋住軍事天才古斯塔夫大帝的猛烈進攻。但最終因為內部的疲乏，以及面對欧洲几个强权的压力下，以妥協退讓的方式結束波瑞战争。1629年双方签署阿尔特马克和约，結果雖然讓瑞典得到的领土比原先征服的还要多，但是比起其他同時代和瑞典作戰的國家，波蘭已經是損害最輕而且戰場表現最亮眼的國家了。

## 國內政策
從1590年代初，齊格蒙特三世就與原本支持他繼位的大權貴——立陶宛首相（蓋特曼）揚·扎莫厄斯基發生衝突。因為國王與奧地利的哈布斯堡王朝聯盟，計畫推行反宗教改革政策，並建立絕對君主制的王權，而揚·扎莫厄斯基與國王完全相反，他反對哈布斯堡與絕對君主制，並支持宗教寬容；他甚至將國王看做被人利用的棋子和愚昧無知的外國人。國王想罷免揚·扎莫厄斯基的國政大臣兼立陶宛首相（蓋特曼）職位，卻因為憲法限制國王的權力，使他不能任意罷免高級官員。
於是在1591年的瑟姆議會上，國王和揚·扎莫厄斯基一派大臣的衝突公開爆發，不但國王自覺被羞辱，揚·扎莫厄斯基甚至還親自帶兵，阻止與哈布斯堡聯姻的準王后——奧地利的安娜進入波蘭境內，意圖讓婚禮不能舉行。結果揚·扎莫厄斯基的行動失敗，新王后奧地利的安娜反而很快就獲得波蘭國內上下階層的歡心；揚·扎莫厄斯基被國王巧妙地調到南方邊疆戰鬥，讓齊格蒙特能夠著手他的宗教與集權計畫。
齊格蒙特三世在1596年遷都華沙，試圖採行更加中央體制化的政策，並推行天主教的波蘭反宗教改革，首先希望讓聯邦內的大批東正教會教徒，改宗成「東儀天主教會」的信徒（保留東正教儀式，但遵奉羅馬教宗的最高權威），如此即謂「布列斯特聯合」（1596年）。這激化了聯邦與哥薩克（虔誠的東正教徒）的關係，促使叛亂不斷的哥薩克，成為17世紀初聯邦內部的首要問題；與此相關的是，耶穌會獲得波蘭主教們的支持，在聯邦中大力打壓非天主教徒，因此在1620年，不滿反宗教改革的一位喀爾文派教徒，對國王發動一場未遂的刺殺。哥薩克問題也成為後來1648年災難性「大洪水時代」的開端（赫梅爾尼茨基起義），聯邦在此後急速衰落。
總體來說，齊格蒙特推行的波蘭反宗教改革，在聯邦中上層獲得勝利，大量的波蘭與立陶宛貴族改宗天主教；耶穌會也替農民爭取到一些權益（農民在17世紀初替貴族服勞役的天數，下降為一周3或4天，並有離開農村的自由），開辦許多學校，普及天主教與波蘭的文化。可以說齊格蒙特遷都華沙與天主教化的政策，真正塑造了波蘭民族的精神與文化，構成近現代波蘭民族主義的主要內涵。唯一的問題在於，當時波蘭人只有四百萬，在波蘭立陶宛聯邦的一千一百萬人口中，無法構成數量優勢，因此使聯邦無法轉化成近代的民族國家，促成18世紀末的瓜分波蘭。
1605年他推行集權化的改革與君主專制，對瑟姆（聯邦的貴族議會）本身進行重大改革，推行少數服從多數原則，以取代此前瑟姆議案需經所有出席議員一致通過的傳統。結果引來1605-1607年的「法律大反叛」與內戰，使政府暫停運作。內戰中保王派雖然獲得勝利，但是保王派貴族拒絕懲處反對派，反而是國王被迫妥協，讓議會和一切回到1605年前的原樣。這代表國王的集權化措施只獲得微弱的進展，沒有達到強化聯邦體制與國力的最終目的；君主專制的理想更徹底破滅，貴族民主制有逐步強化的趨勢。
1611年，他與瑟姆允许勃兰登堡选帝侯西蒙·西吉斯蒙德，在霍亨索伦家族安斯巴赫支系的最后一位普鲁士公爵公爵阿爾布雷希特·腓特烈（長期精神失常）去世后，继承普鲁士封地。霍亨索伦家族勃兰登堡支系自1618年起统治该公国。
從1613年開始，瑟姆把徵稅評估權下放給地方議會（瑟米克），這讓許多有效的財政制度實行困難。除了中央權力被分散到70多個瑟米克外，經常不能得到軍餉的軍隊也開始建立自己的武裝「聯盟」（即起義和搶掠）。齐格蒙特三世后来建设性地与瑟姆合作，确保瑟姆在1616年至1632年间的每个会期都能通过联邦所急需的法令，並推行不少開明溫和的改革。他促使瑟姆在税收领域和维持军力方面加大投入的力道，使聯邦軍在这一时期的許多軍事冲突中，战绩斐然。
1632年4月19日他在波兰华沙的皇室城堡中逝世。

## 婚姻

### 第一次婚姻
1592年5月31日在波兰的克拉科夫，与施蒂利亞卡爾公爵（Karl）「Charles II」和巴伐利亞「Maria Anna」的女儿「奧地利的安娜(Anna Habsburzanka)」（1573年-1598年）结婚，並於1594年2月在烏普薩拉封其为瑞典王后。
孩子：
- Anna Maria (1593年-1600年)
- Katharina (1594年-1594年)
- 波兰国王瓦迪斯瓦夫四世(1595年-1648年)
- Katharina (1596年-1597年)
- Kristofer (1598年-1598年)

### 第二次婚姻
1605年与安娜的妹妹「康斯坦絲」（1588年-1631年）结婚。
孩子： 
- Johan Kasimir (1607年-1608年)
- 波兰国王約翰二世·卡齊米日·瓦薩(1609年-1672年)
- Ermelnd 的主教Johan Albert (1612年-1634年)
- Karl Ferdinand (1613年-1655年)
- Alexander Karl (1614年-1634年)
- Anna Konstantia (1616年-1616年)
- Anna Katharina Konstanze (1619年-1651年)